# Ousón
Ousón és una parròquia consagrada a Sant Adrià pertanyent al municipi de Becerreá, província de Lugo.

## Demografia
Segons el padró municipal de 2004 la parròquia d'Ousón tenia 30 habitants (16 homes i 14 dones), distribuïts en 1 sola entitat de població (o lugar), el que pressuposà una disminució en relació al padró de l'any 1999 quan hi havia 37 habitants. Segons l'IGE, el 2014 la seva població va caure novament fins a les 24 persones (14 homes i 10 dones).

## Llocs d'Ousón
- Ousón